# Система раннего предупреждения юридических рисков в медицине
Система раннего предупреждения юридических рисков в медицине  (англ. Medical Malpractice Risk Management Early Warning Systems) – проактивное решение для управления юридическими рисками медицинской организации, обусловленными возможностью предъявления ей претензий со стороны пациентов.
Концепция раннего предупреждения юридических рисков в медицине была разработана в 90-е годы прошлого века сотрудниками Института изучения медицинских рисков (США). Главным принципом концепции является принцип «предупреждён — значит вооружён». Система раннего предупреждения юридических рисков предусматривает участие в мониторинге персонала медицинской организации на непрерывной, постоянной основе.

## Применение
Используется в медицинском риск-менеджменте. В рамках Системы аудита лояльности пациентов персонал медицинской организации фиксирует события, которые могут быть ассоциированы с юридическими рисками организации. Полученные в рамках Системы данные анализируются с использованием инструментов риск-менеджмента, в том числе, с использованием матрицы рисков медицинской организации. Как правило, в Системе используется матрица рисков 5 × 5 и 4-х уровневое ранжирование рисков.